# Гюнтер Брандт
Гюнтер Брандт (нім. Günther Brandt; 1 жовтня 1898, Кіль — 4 липня 1973, Байройт) — німецький офіцер, доктор медицини, оберштурмбанфюрер СС і корветтен-капітан резерву крігсмаріне. Кавалер Лицарського хреста Залізного хреста.

## Біографія
5 липня 1915 року вступив добровольцем у ВМФ. Під час Першої світової війни служив на лінійних кораблях «Ельзас», «Церінген», «Сілезія» та «Імператриця Августа». В 1918 році переведений у підводний флоту але не встиг завершити освіту. У складі бригади Ергарда брав участь у боях із комуністами. В серпні 1921 року звільнений зі служби.
Здобув вищу медичну освіту, стоматолог. Одночасно в серпні 1921 року закінчив курси перепідготовки офіцерів резерву. В 1921 році вступив у НСДАП (квиток №2 579 863), 26 червня 1934 року — в СС (посвідчення №107 079) і був зарахований в штаб Головного управління СС з питань раси і поселення, в 1938 році — в Головне управління СД.
20 серпня 1939 року призваний на флот і направлений в резервну дозорну флотилію, яка перебувала у підпорядкуванні командувача охоронними силами на Балтиці. З 1 листопада 1939 року — командир 8-ї дозорної флотилії, з 27 грудня 1939 року — 12-ї флотилії мисливців за підводними човнами. 13 січня 1943 року призначений командиром 21-ї флотилії мисливців за підводними човнами і одночасно начальником мінних сил в Егейському морі. Успішно діяв в районі Додекаденських островів проти переважаючих сил противника. 1 червня 1944 року важко поранений під час нальоту британської авіації і відправлений на лікування до Відня. Залишався в лікарні до 1948 року.

## Звання
- Морський кадет (5 липня 1915)
- Фенріх-цур-зее (19 квітня 1916)
- Лейтенант-цур-зее (17 вересня 1917)
- Оберлейтенант-цур-зее (10 січня 1921)
- Гауптштурмфюрер СС (28 червня 1934)
- Штурмбанфюрер СС (9 листопада 1934)
- Оберлейтенант-цур-зее резерву (10 березня 1937)
- Капітан-лейтенант резерву (31 травня 1938)
- Оберштурмбанфюрер СС (11 вересня 1938)
- Корветтен-капітан резерву (1 квітня 1941)

## Нагороди
- Залізний хрест 2-го класу (9 грудня 1917)
- Сілезький Орел 2-го ступеня (1 жовтня 1919)
- Почесний хрест ветерана війни з мечами (1934)
- Кільце «Мертва голова» (1937)
- Застібка до Залізного хреста 2-го класу (9 січня 1940)
- Залізний хрест 1-го класу (30 серпня 1940)
- Нагрудний знак мінних тральщиків (29 жовтня 1940)
- Німецький хрест в золоті (26 листопада 1942)
- Лицарський хрест Залізного хреста (23 грудня 1943)
- Нагрудний знак «За поранення» в чорному (9 червня 1944)